# Stiobia nana
Stiobia nana är en snäckart som beskrevs av F. G. Thompson 1978. Stiobia nana ingår i släktet Stiobia och familjen tusensnäckor. IUCN kategoriserar arten globalt som sårbar. Inga underarter finns listade i Catalogue of Life.